# Ceratomia
Ceratomia is een geslacht van vlinders uit de familie pijlstaarten (Sphingidae).

## Voorkomen
De soorten van dit geslacht komen uitsluitend in Noord- en Midden-Amerika voor.

## Soorten
- Ceratomia amyntor (Geyer, 1835)[2]
- Ceratomia catalpae (Boisduval, 1875)[3]
- Ceratomia hageni Grote, 1874[4]
- Ceratomia hoffmanni Mooser, 1942
- Ceratomia sonorensis Hodges, 1971[5]
- Ceratomia undulosa (Walker, 1856)[6]

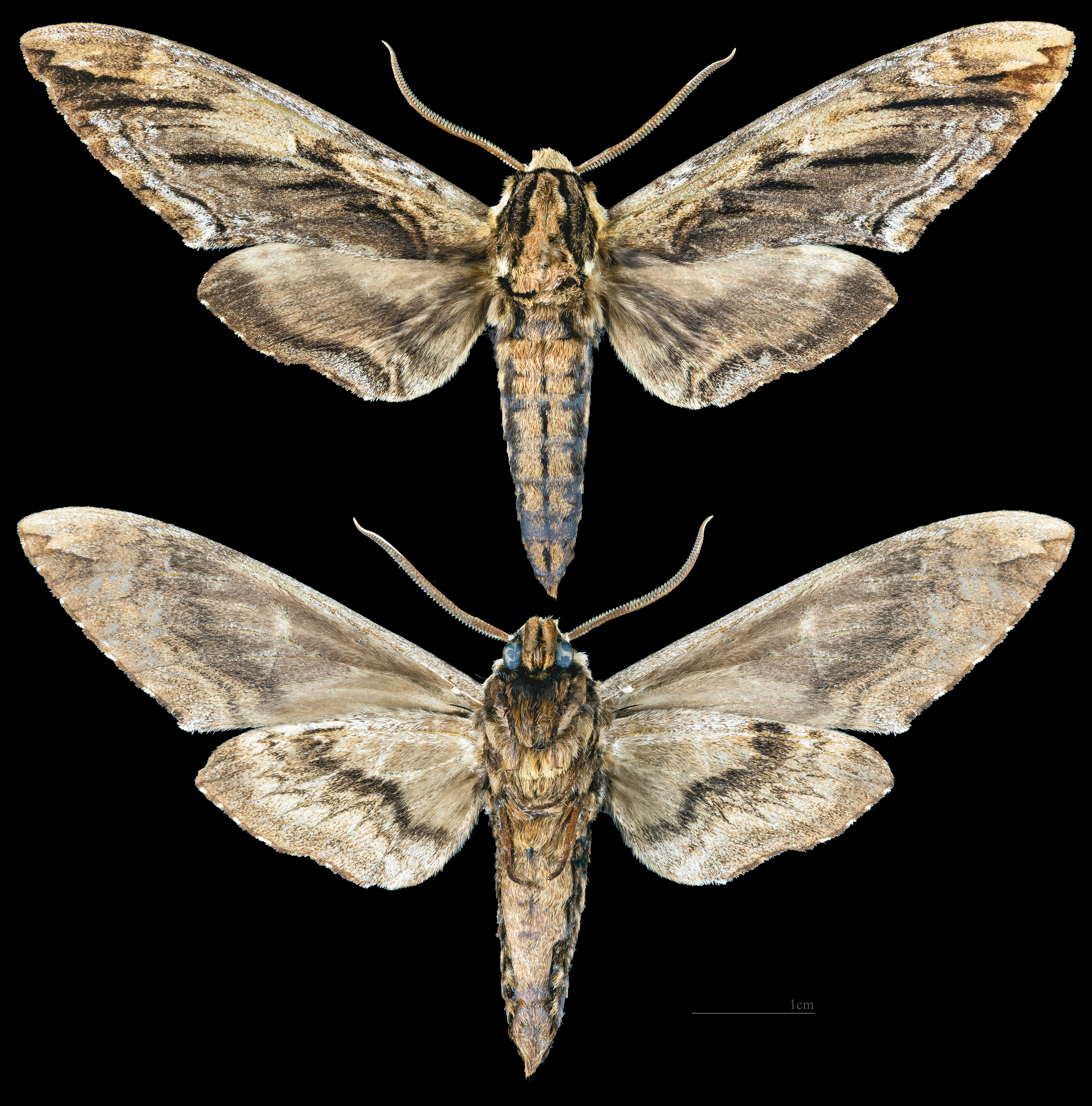
Ceratomia amyntor
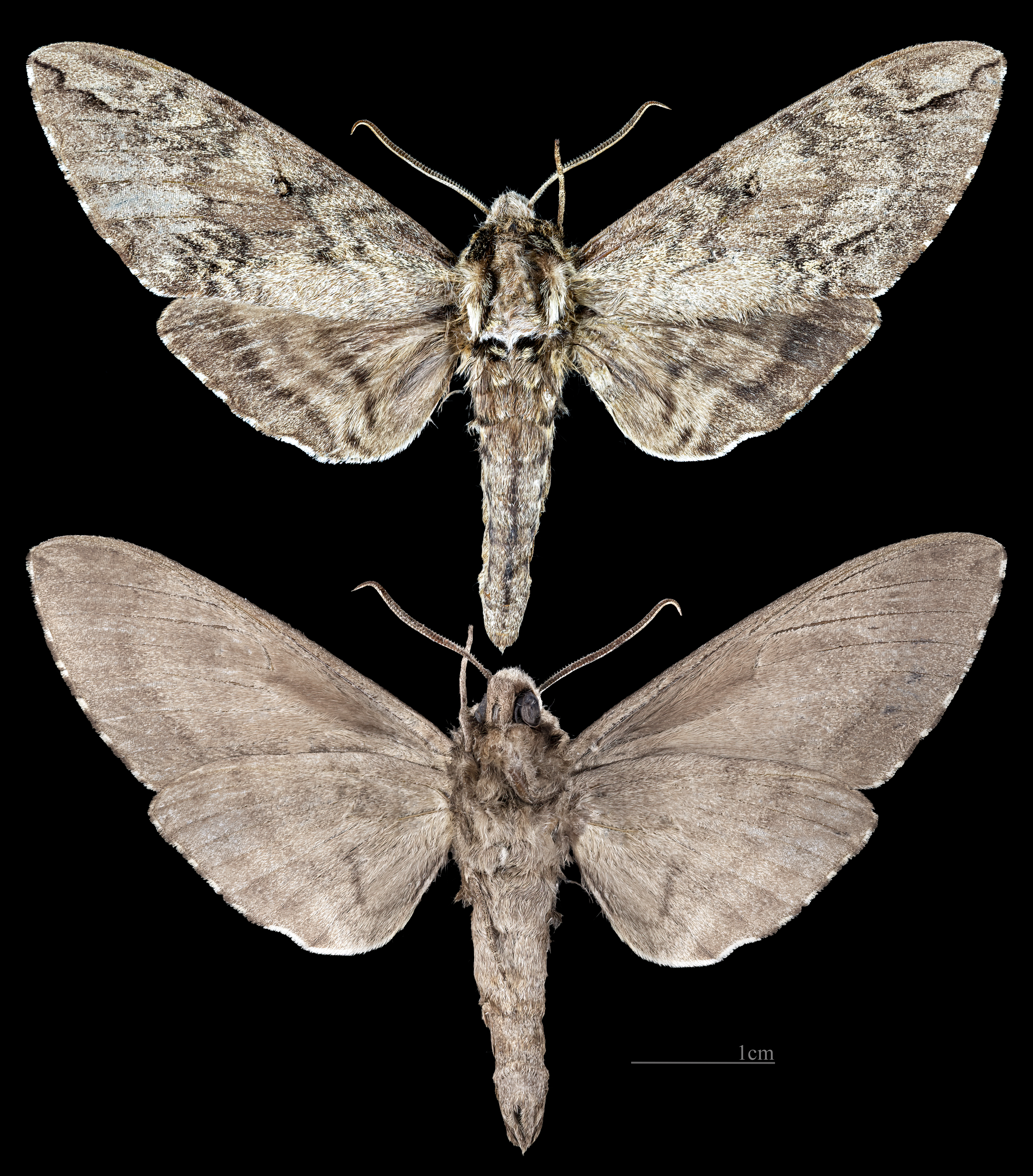
Ceratomia catalpae
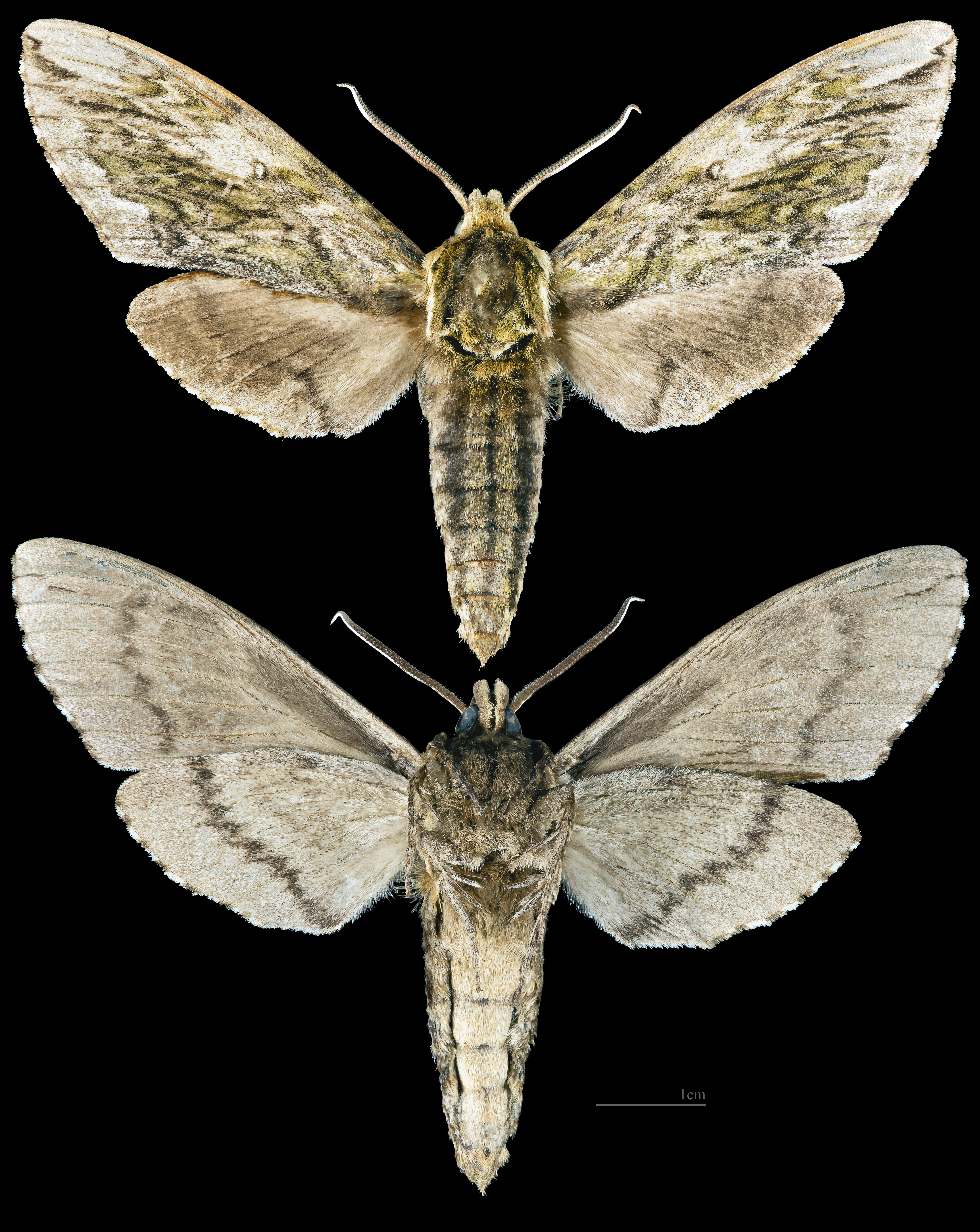
Ceratomia hageni
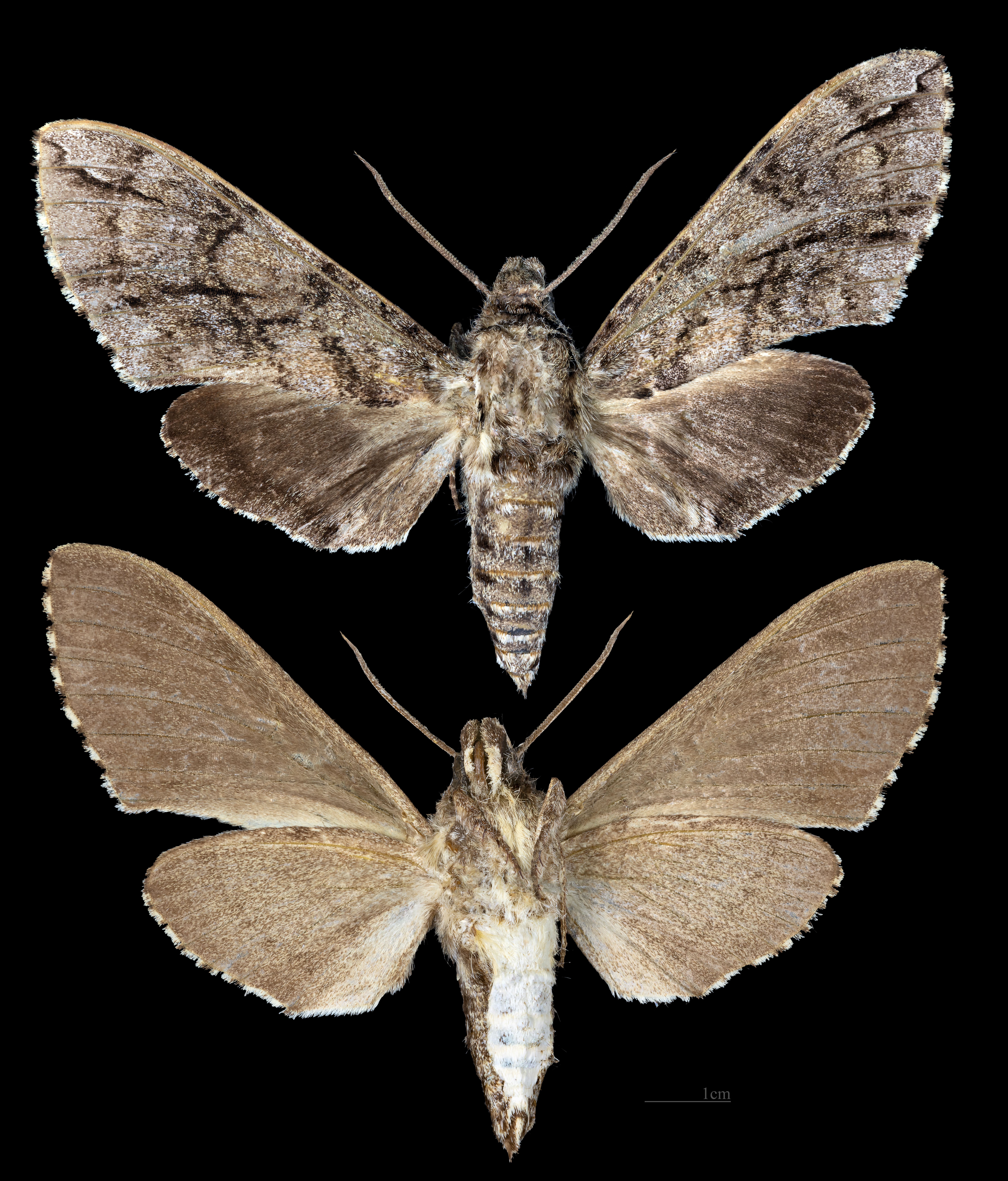
Ceratomia igualana
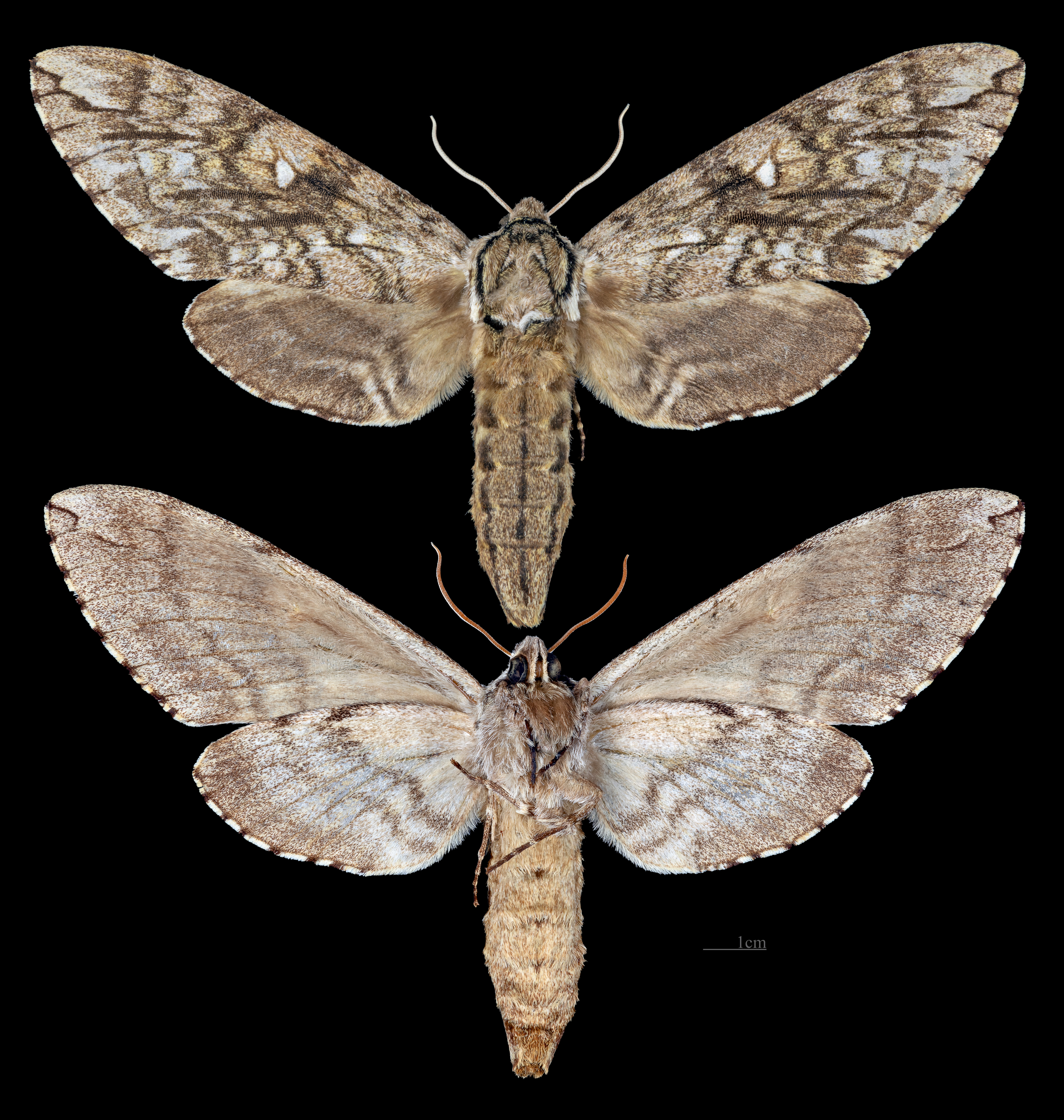
Ceratomia undulosa
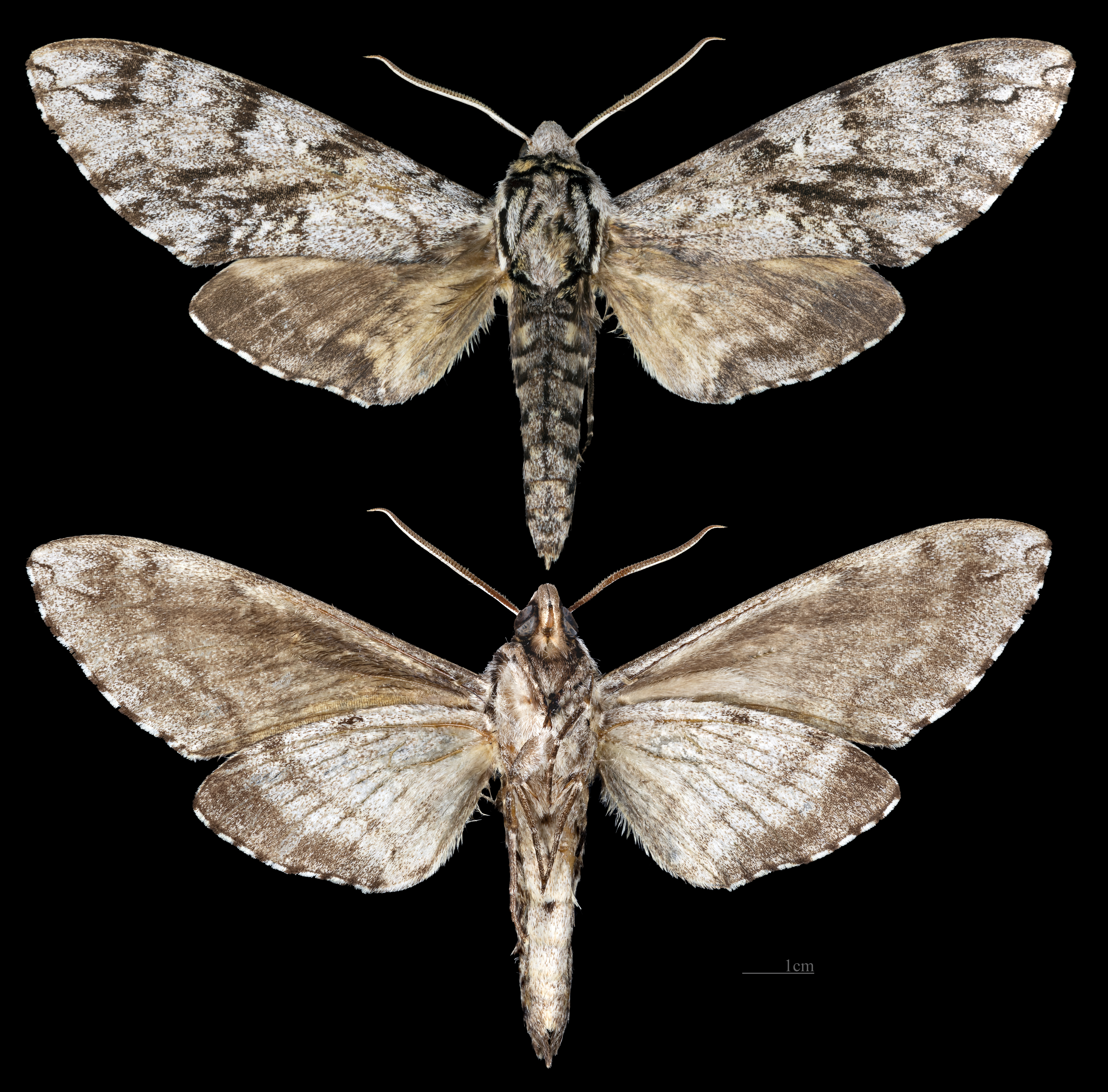
Ceratomia sonorensis